# Hekgolf
Een hekgolf is een golf die achter een boot ontstaat door zijn beweging.
De term hek is een andere aanduiding voor de achtersteven van een schip.
In tegenstelling tot een boeggolf is een hekgolf in eerste instantie een golfdal, dat begint in de waterspiegelverlaging die achter een varend schip ontstaat (kielzog). De diepte van dit dal neemt toe met de snelheid, maar is ook afhankelijk van de vorm van de achtersteven: een stompe of zelfs rechte achtersteven geeft een dieper dal dan een spitse en/of geleidelijk uit het water oprijzende achtersteven. Een schip met een ideale stroomlijn geeft bij het varen een lage hekgolf.
De horizontale hoek die een hekgolf (en ook de boeggolf) maakt met de bewegingsrichting van een schip is scherper bij hogere snelheid van het schip en stomper bij hogere voortplantingssnelheid van de golf over het water. De voortplantingssnelheid van de golf hangt weer af van de waterdiepte ter plaatse, zodat geldt:
{\displaystyle \tan(\alpha )={\frac {\sqrt {gh}}{v}}}
met {\displaystyle \alpha } de hoek tussen de golf en de bewegingsrichting van het schip, {\displaystyle g} de gravitatieconstante, {\displaystyle h} de diepte van het water ter plaatse en {\displaystyle v} de vaarsnelheid.

## Trivia
Met de hekgolf kunnen verschillende sporten worden uitgevoerd. Voorbeelden hiervan zijn waterskiën, wakeboarden en wakesurfen.